# Мольза
Мольза (пол. Molza, нім. Moldsen) — село в Польщі, у гміні Лукта Острудського повіту Вармінсько-Мазурського воєводства.
Населення — 204 особи (2011).
У 1975-1998 роках село належало до Ольштинського воєводства.

## Демографія
Демографічна структура станом на 31 березня 2011 року:
|          | Загалом | Допрацездатний вік | Працездатний вік | Постпрацездатний вік |
| -------- | ------- | ------------------ | ---------------- | -------------------- |
| Чоловіки | 99      | 25                 | 61               | 13                   |
| Жінки    | 105     | 21                 | 52               | 32                   |
| Разом    | 204     | 46                 | 113              | 45                   |